# Ivan Hamšík
Ivan Hamšík (* 11. října 1967 Praha) je český novinář, spisovatel a manažer. Je synem spisovatele Dušana Hamšíka. Řídil několik českých i slovenských mediálních projektů. Působí jako mediální poradce na Generálním štábu Armády České republiky.

## Život
Vystudoval Právnickou fakultu Univerzity Karlovy.
V roce 1990 se stal sportovním reportérem v deníku Lidová demokracie. Po jeho zániku nastoupil do redakce deníku MF DNES, kde prošel funkcemi vedoucího sportovní rubriky a magazínu DNES až po zástupce šéfredaktora. Od roku 2007 působil na různých manažerských postech ve vydavatelství Ringier Axel Springer (Czech News Center), v roce 2008 byl šéfredaktorem portálu Blesk.cz a zástupcem šéfredaktora Blesku, od roku 2010 ředitelem digitálních médií a od roku 2011 do roku 2013 šéfredaktorem týdeníku Reflex. Od roku 2014 působil ve vydavatelství Mafra Slovakia jako ředitel digitálních médií a ředitel obsahu, v roce 2016 byl jmenován členem představenstva společnosti. V Mafra Slovakia se podílel na startu nových projektů, jako byl ženský měsíčník Evita, HN televízia a týdenní magazínová příloha Hospodárských novin.
Od roku 2018 pracuje jako mediální poradce na Generálním štábu Armády České republiky.
Vydal knihy Tým nad zlato (Argo, 1998), Nagano očima reportérů (Anagram, 1998), biografii armádního generála Aleše Opaty Sám nejsi nic (Mladá fronta, 2022) a dvě knihy rozhovorů: s Cyrilem Höschlem Tak o co jde (Mladá fronta, 2023) a s Petrem Weissem Happyend (Mladá fronta, 2024).
Je ženatý, má čtyři syny a dceru.